# Seznam baskovskih nogometašev
Seznam baskovskih nogometašev.

## A
- Luis Arconada
- Xabi Alonso

## D
- Didier Deschamps

## E
- Joseba Etxeberria

## G
- José Eulogio Gárate Ormaechea
- Julen Guerrero López
- Andoni Goikoetxea Olaskoaga

## I
- Jose Angel Iribar

## L
- Bixente Lizarazu

## Z
- Zarra